# Eclose-Badinières
Eclose-Badinières és un municipi nou francès situat al departament de la Isèra i a la regió d'Alvèrnia-Roine-Alps. A la data de la seua creació tenia 1359 habitants. Aquest municipi nou fou resultat de la fusió de d'Eclose i Badinières l'1 de gener de 2015 arran el règim jurídic de municipi nou establert pel nou codi francès de les divisions territorials del 2010.

## Poblacions més properes
El següent diagrama mostra les poblacions més properes.